# Distretto di İmişli
Il distretto di İmişli (in azero: İmişli rayonu) è un distretto (rayon) dell'Azerbaigian con capoluogo İmişli.